# Vizcondado de la Torre
El vizcondado de la Torre es un título nobiliario español creado el 27 de abril de 1690 por Carlos II en favor de Juan de Mendoza y Posada Gómez de la Madrid y Valdés, señor de la Torre de Mendoza, como dignidad previa —vizcondado previo— a la concesión del marquesado de Deleitosa.
El título se extinguió cuando Carlos II hizo efectiva la concesión de marqués de Deleitosa por real despacho del 22 de febrero de 1693. De este modo, el vizcondado permaneció caduco hasta que Luis Gómez-Acebo, cuarto hijo de la IX marquesa de Deleitosa, lo rehabilitó en 1967.

## Denominación
El título hace referencia a la Torre de Mendoza, señorío del primer titular.

## Vizcondes de la Torre
|                                     | Titular                                              | Periodo                |
| Creación por Carlos II              | Creación por Carlos II                               | Creación por Carlos II |
| ----------------------------------- | ---------------------------------------------------- | ---------------------- |
| I                                   | Juan de Mendoza y Posada Gómez de la Madrid y Valdés | 1690-1693              |
| Rehabilitación por Francisco Franco |                                                      |                        |
| II                                  | Luis Gómez-Acebo y Duque de Estrada                  | 1967-1991              |
| III                                 | Juan Filiberto Gómez-Acebo y de Borbón               | 1993-2024              |
| IV                                  | Nicolás Lucien Gómez-Acebo Carney                    | 2025-actual titular    |

## Historia de los vizcondes de la Torre
- Juan de Mendoza y Posada Gómez de la Madrid y Valdés, I vizconde de la Torre, I marqués de Deleitosa, señor de la Torre de Mendoza y caballero de la Orden de Alcántara.

Caducado en 1693, por tratarse de un vizcondado previo cuya existencia quedaba sin vigor al realizarse el despacho del título principal, el 6 de marzo de 1964 (BOE del día 12) Luis Gómez-Acebo y Duque de Estrada solicitó su rehabilitación. Ante las pretensiones de José Miguel Quiroga y de Abarca para que recayese en su favor, ya que también había cursado otra petición para rehabilitar el vizcondado, el 23 de marzo de 1965 (BOE del día 30) la Subsecretaría del Ministerio de Justicia anunció un plazo de 15 días para que ambos pudiesen «alegar [...] lo que crean convenir a sus respectivos derechos». Sin embargo, finalmente prosperaría la solicitud de Luis Gómez-Acebo, pues un decreto del 30 de marzo de 1967 (BOE del 17 de abril) rehabilitó el título en su favor:
- Luis Gómez-Acebo y Duque de Estrada (1934-1991), II vizconde de la Torre, gran cruz de la Orden del Mérito Civil, de la Orden de Isabel la Católica y caballero de la Real Maestranza de Caballería de Sevilla.

Casó, el 5 de mayo de 1967, en Lisboa, con la infanta Pilar de Borbón, duquesa de Badajoz. En 1993, tras orden del 13 de octubre de 1992 para que se expida la correspondiente carta de sucesión (BOE del 5 de noviembre), le sucedió su hijo:
- Juan Filiberto Gómez-Acebo y de Borbón (Madrid, 6 de diciembre de 1969-Palma de Mallorca, 12 de agosto de 2024[9]), grande de España, III vizconde de la Torre.

Casó, el 2 de enero de 2014, con Winston Holmes Carney (separados en 2019). Sucedió su hijo:
- Nicolás Julián Gómez-Acebo y Carney (Miami, 2013[10]), IV vizconde de la Torre.[11]